# Edward Troubridge
Sir Edward Thomas Troubridge (Sir Edward Thomas Troubridge, 2nd Baronet Troubridge of Longstock) (1787 – 7. října 1852, Londýn, Anglie) byl britský admirál, v Royal Navy sloužil od dětství, byl účastníkem napoleonských válek a již ve dvaceti letech byl kapitánem. Později byl dlouholetým poslancem Dolní sněmovny a působil v námořní administraci. V roce 1841 odešel do výslužby v hodnosti kontradmirála.

## Životopis
Narodil se jako jediný syn významného námořního vojevůdce napoleonských válek admirála Sira Thomase Troubridge (1758–1807). Studoval v Greenwichi a do námořnictva vstoupil jako dobrovolník již v roce 1797. Sloužil mimo jiné pod admirálem Nelsonem a také pod svým otcem na lodi Blenheim. Již ve dvaceti letech byl povýšen na kapitána (1807), téhož roku po tragické smrti svého otce zdědil titul baroneta. V letech 1808–1812 ze zdravotních důvodů pobýval v Anglii, poté se zúčastnil války proti USA. Po skončení napoleonských válek koupil panství ve Skotsku, ale s rodinou převážně pobýval v Itálii nebo Francii.
Po návratu do Anglie v roce 1830 požádal admiralitu o reaktivaci v námořních službách a byl jmenován velitelem v Corku (1831–1833). Mezitím byl zvolen do Dolní sněmovny za přístav Sandwich. Zde uspěl i v několika následujících volbách a poslancem zůstal nakonec šestnáct let (1831–1847), v politice patřil k toryům. Kromě toho byl námořním pobočníkem krále Viléma IV. (1831–1837), působil také v námořní administraci, byl postupně čtvrtým námořním lordem (1835–1837) a třetím námořním lordem (1837–1841), od roku 1837 byl též námořním pobočníkem královny Viktorie. Jako druhý námořní lord byl v roce 1841 povýšen do hodnosti kontradmirála a téhož roku odešel do výslužby. Za zásluhy byl nositelem Řádu lázně (1838)
V roce 1810 se oženil s Anne Cochrane, dcerou admirála Sira Alexandra Cochrana ze skotského rodu hrabat z Dundonaldu. Měli spolu čtyři děti, dědicem titulu baroneta byl syn Sir Thomas Troubridge, 3. baronet (1815–1867), který sloužil v armádě a v krymské válce přišel o nohu. V další generaci dosáhl vysokých hodností u námořnictva vnuk Sir Ernest Troubridge (1862–1926).